# Tomas Riad
Tomas Staffan Riad est un linguiste suédois né le 15 novembre 1959 à Uppsala.
Riad est spécialiste de phonologie, de prosodie et de métrique. Il a soutenu sa thèse de doctorat en 1992 à l'Université de Stockholm où il est actuellement Professeur au Département des Langues Scandinaves.
Il a été professeur invité à l'Université Paris-VIII de janvier à août 2011.
Le 29 septembre 2011, il est élu membre de l'Académie suédoise au fauteuil no 6. 